# Zabołocie (sielsowiet Łochowska Słoboda)
Zabołocie (biał. Забалацце, ros. Заболотье) – wieś na Białorusi, w obwodzie mińskim, w rejonie mińskim, w sielsowiecie Łochowska Słoboda.